# 拉杰莫汉·甘地

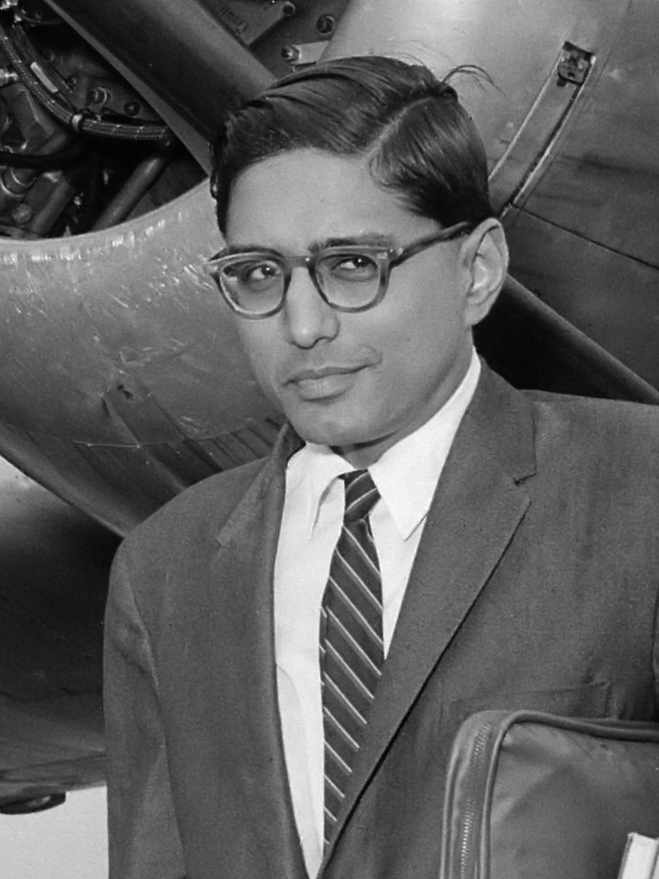
拉杰莫汉·甘地 (1960)

拉杰莫汉·甘地（Rajmohan Gandhi，1935年8月7日—），圣雄甘地的孙子，是一位傳記作家，也是美國伊利諾大學厄巴納-香檳分校南亞與中東研究中心的教授。他也是印度理工學院甘地那加分校的駐校學者。
2014年，他代表普通人党竞选印度人民院（下议院）新德里选区议席。